# جیل جانسون
جیل جانسون (به انگلیسی: Jill Johnson) (زاده ۲۴ می ۱۹۷۳) خواننده، ترانه‌سرا سوئدی است.
او نماینده سوئد در مسابقه آواز یوروویژن ۱۹۹۸ بود.